# Catalepis
Catalepis là một chi thực vật có hoa trong họ Hòa thảo (Poaceae).

## Loài
Chi Catalepis gồm các loài: